# Zenaidini
Zenaidini Bonaparte, 1853 è una tribù di uccelli della sottofamiglia Columbinae.

## Tassonomia
La tribù comprende i seguenti generi e specie:
- Genere Starnoenas Bonaparte, 1838
  - Starnoenas cyanocephala (Linnaeus, 1758) - tortora quaglia testazzurra

- Genere Geotrygon Gosse, 1847
  - Geotrygon purpurata (Salvin, 1878) -
  - Geotrygon saphirina Bonaparte, 1855 - tortora quaglia zaffiro
  - Geotrygon versicolor (Lafresnaye, 1846) - tortora quaglia crestata
  - Geotrygon montana (Linnaeus, 1758) - tortora quaglia rossiccia
  - Geotrygon violacea (Temminck, 1809) - tortora quaglia violacea
  - Geotrygon caniceps (Gundlach, 1852) - tortora quaglia frontegrigia
  - Geotrygon leucometopia (Chapman, 1917) - tortora quaglia frontebianca
  - Geotrygon chrysia Bonaparte, 1855 - tortora quaglia di Key West
  - Geotrygon mystacea (Temminck, 1811) - tortora quaglia dalle redini

- Genere Leptotila Swainson, 1837
  - Leptotila verreauxi Bonaparte, 1855 - tortora codamacchiata
  - Leptotila megalura P.L.Sclater & Salvin, 1879 - tortora facciabianca
  - Leptotila rufaxilla (Richard & Bernard, 1792) - tortora frontegrigia
  - Leptotila plumbeiceps P.L.Sclater & Salvin, 1868 - tortora testagrigia
  - Leptotila pallida Berlepsch & Taczanowski, 1884 - tortora pallida
  - Leptotila battyi Rothschild, 1901 - tortora dorsobruno
  - Leptotila wellsi (Lawrence, 1884) - tortora di Grenada
  - Leptotila jamaicensis (Linnaeus, 1766) - tortora dei Caraibi
  - Leptotila cassini Lawrence, 1867 - tortora pettogrigio
  - Leptotila ochraceiventris Chapman, 1914 - tortora panciaocra
  - Leptotila conoveri Bond & Meyer de Schauensee, 1943 - tortora del Tolima

- Genere Leptotrygon Banks, Weckstein, Remsen & Johnson, 2013
  - Leptotrygon veraguensis (Lawrence, 1866) - tortora quaglia dorsoliva

- Genere Zenaida Bonaparte, 1838
  - Zenaida macroura (Linnaeus, 1758) - tortora piangente americana
  - Zenaida graysoni (Lawrence, 1871) - tortora di Socorro
  - Zenaida auriculata (Des Murs, 1847) - tortora orecchiuta
  - Zenaida aurita (Temminck, 1809) - tortora di Zenaide
  - Zenaida galapagoensis Gould, 1841 - tortora delle Galapagos
  - Zenaida asiatica (Linnaeus, 1758) - tortora alibianche
  - Zenaida meloda (Tschudi, 1843) - tortora del Pacifico

- Genere Zentrygon Banks, Weckstein, Remsen & Johnson, 2013
  - Zentrygon carrikeri (Wetmore, 1941) - tortora quaglia di Tuxtla
  - Zentrygon costaricensis (Lawrence, 1868) - tortora quaglia frontecamoscio
  - Zentrygon lawrencii (Salvin, 1874) - tortora quaglia dorsoviola
  - Zentrygon albifacies (P.L.Sclater, 1858) - tortora quaglia facciabianca
  - Zentrygon frenata (Tschudi, 1843) - tortora quaglia golabianca
  - Zentrygon linearis (Prévost, 1843) - tortora quaglia lineata
  - Zentrygon chiriquensis P.L.Sclater, 1856 - tortora quaglia pettorossiccio
  - Zentrygon goldmani (Nelson, 1912) - tortora quaglia caporossiccio

### Filogenesi
I rapporti filogenetici tra i generi della tribù sono illustrati dal seguente cladogramma:
|  | Starnoenas |
|  |            |
|  | Geotrygon  |
|  |            |

|  | Leptotila   |
|  |             |
|  | Leptotrygon |
|  |             |

|  | Zenaida   |
|  |           |
|  | Zentrygon |
|  |           |

|  | Leptotila   |
|  |             |
|  | Leptotrygon |
|  |             |

|  | Zenaida   |
|  |           |
|  | Zentrygon |
|  |           |

|  | Starnoenas |
|  |            |
|  | Geotrygon  |
|  |            |

|  | Leptotila   |
|  |             |
|  | Leptotrygon |
|  |             |

|  | Zenaida   |
|  |           |
|  | Zentrygon |
|  |           |

|  | Leptotila   |
|  |             |
|  | Leptotrygon |
|  |             |

|  | Zenaida   |
|  |           |
|  | Zentrygon |
|  |           |